# 坂出発電所
坂出発電所（さかいではつでんしょ）は、香川県坂出市番の州町2にある四国電力の天然ガス・石油火力発電所。

## 概要
四国電力4ヶ所目（2001年に廃止された松山火力発電所を含む）の火力発電所として1970年（昭和45年）1月に1号機ガスタービンが運転を開始、以後は汽力発電方式の1号機から4号機までが建設された。番の州臨海工業団地内に位置する四国電力最大の火力発電所である。
工業団地内の企業から送られてくる重油、原油、コークス炉ガスを燃料としているが、2004年にLNG（天然ガス）導入が決定し、4号機をLNG焚きに改造、1・2号機は旧設備を廃止し高効率コンバインドサイクル発電設備へ更新する工事が行われ、2010年8月1日に（新）1号機が、2016年8月1日に（新）2号機がそれぞれ運転を開始した。

## 発電設備

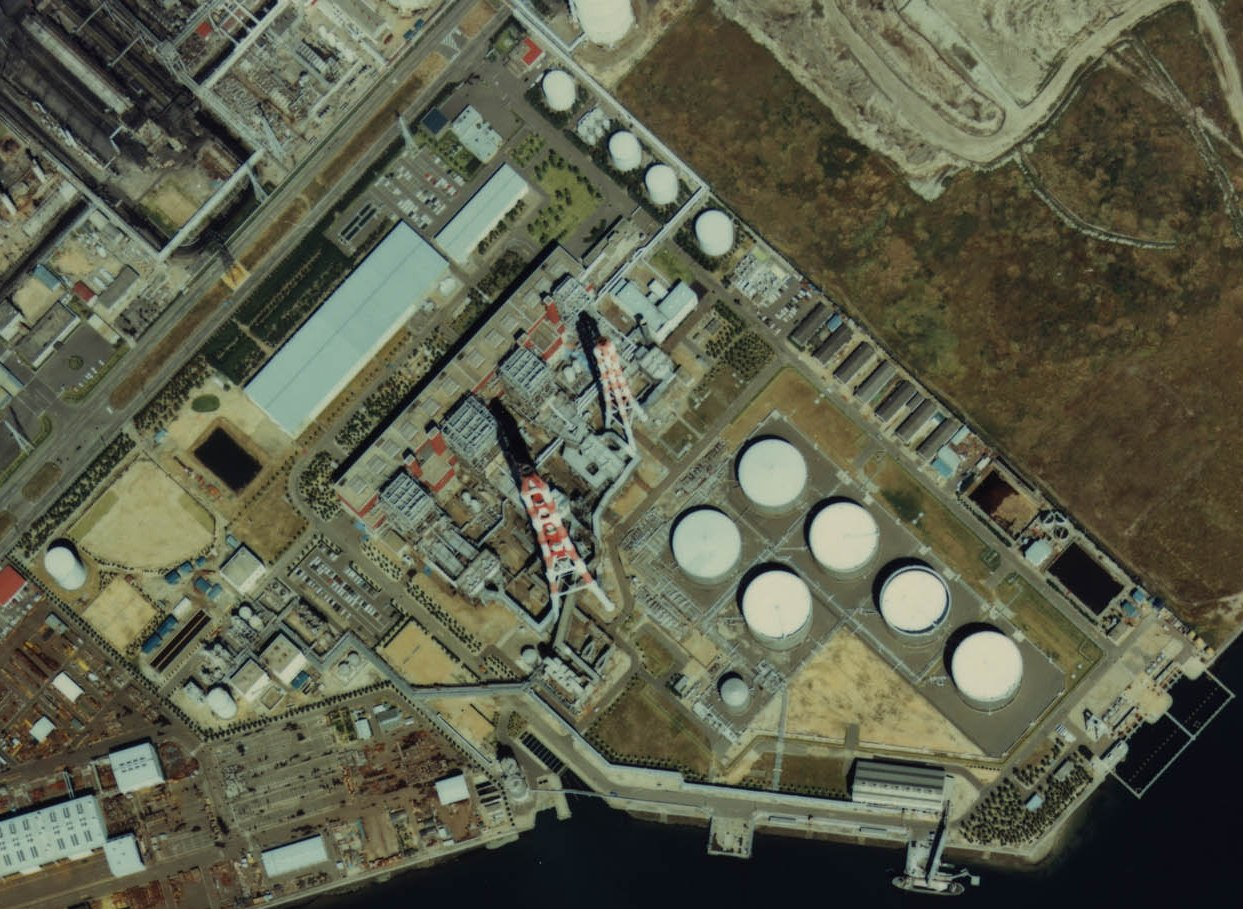
1980年当時。発電機は右上から1～4号機。煙突は右上から1号煙突(130m)、2号煙突(200m)。

- 総出力：138.5万kW（2016年8月1日現在）[4]
- 敷地面積：約28万m2

1号機
発電方式：コンバインドサイクル発電方式
定格出力：29.6万kW
使用燃料：LNG
熱効率：57%（低位発熱量基準）
営業運転開始：2010年（平成22年）8月1日
2号機
発電方式：コンバインドサイクル発電方式
定格出力：28.9万kW
使用燃料：LNG
熱効率：約58%（低位発熱量基準）
営業運転開始：2016年（平成28年）8月1日
3号機
発電方式：汽力発電方式
定格出力：45万kW
使用燃料：重油、原油、コークス炉ガス
営業運転開始：1973年（昭和48年）4月7日
4号機
発電方式：汽力発電方式
定格出力：35万kW
使用燃料：LNG、コークス炉ガス（2010年3月31日に重油、原油、コークス炉ガスから転換）
営業運転開始：1974年（昭和49年）5月31日

## 廃止された発電設備
（旧）1号機ガスタービン（廃止）
発電方式：ガスタービン発電方式
定格出力：3.4万kW
使用燃料：コークス炉ガス
営業運転期間：1970年（昭和45年）1月 - 2007年（平成19年）9月1日
（旧）1号機（廃止）
発電方式：汽力発電方式
定格出力：19.5万kW
使用燃料：重油、コークス炉ガス
営業運転期間：1971年（昭和46年）7月 - 2007年（平成19年）9月1日
（旧）2号機（廃止）
発電方式：汽力発電方式
定格出力：35万kW
使用燃料：重油、コークス炉ガス
熱効率：約43%（低位発熱量基準）
営業運転期間：1972年（昭和47年）5月19日 - 2015年（平成27年）8月14日

## 沿革
- 1971年（昭和46年）7月 - （旧）1号機が運転開始[1]。
- 1972年（昭和47年）5月19日 - （旧）2号機が運転開始[1]。
- 1973年（昭和48年）4月7日 - 3号機が運転開始[1]。
- 1974年（昭和49年）5月31日 - 4号機が運転開始[1]。
- 2007年（平成19年）9月1日 - （旧）1号機が廃止[5]。
- 2010年（平成22年）3月25日 - 坂出LNG基地が運転開始[6]。
- 2010年（平成22年）3月31日 - 4号機の燃料転換工事完了[7]。
- 2010年（平成22年）8月1日 - （新）1号機が運転開始[2]。
- 2015年（平成27年）8月14日 - （旧）2号機が廃止[3]。
- 2016年（平成28年）8月1日 - （新）2号機が運転開始[3]。